# Manolo Poulot Ramos
Manolo Poulot Ramos   (Guantánamo, 28 de juny de 1974) és un judoka cubà, ja retirat, que va competir durant la dècada de 1990.
El 1996 va prendre part en els Jocs Olímpics d'Estiu d'Atlanta, on quedà eliminat en la segona ronda de la categoria del pes extra lleuger del programa de judo. Quatre anys més tard, als Jocs de Sydney, guanyà la medalla de bronze en la mateixa categoria del programa de judo.
En el seu palmarès també destaca una medalla d'or al 1999, una d'or als Jocs Panamericans de 1999 i de plata als de 1995, dues medalles d'or als Jocs Centreamericans i del Carib, el 1993 i 1998; quatre medalles d'or al Campionat Panamericà de judo, el 1994, 1996, 1997 i 1998; i una de bronze a les Univerdíades de 1999.